# Classe Tomba
Le navi appartenenti alla classe Tomba (progetto 375 secondo la classificazione russa) sono state progettate per la fornitura di energia ed elettricità alle portaerei classe Kiev, quando si trovavano in porto. La classificazione russa per questo tipo di unità è ENS (Elektrostantsiye Nativatel'noye Sudno: nave produttrice di energia elettrica).

## Il servizio
Tutte le unità della classe Tomba sono state costruite presso il cantiere polacco di Stettino, tra il 1974 ed il 1976.
Complessivamente, ne sono state costruite quattro, tante quante erano le portaerei della classe Kiev. In seguito allo scioglimento dell'Unione Sovietica sono state progressivamente radiate, probabilmente seguendo il destino di quelle navi che erano destinate a rifornire.
- ENS-244
- ENS-254
- ENS-348
- ENS-357

Al giorno d'oggi, sopravvive solo la ENS-348, inquadrata nella Flotta del Pacifico. Tuttavia, la sua operatività è dubbia, e dovrebbe ormai essere prossima alla radiazione finale.